# Marcus Marin
Marcus Marin (* 13. Dezember 1966 in Hamburg) ist ein ehemaliger deutscher Fußballspieler und jetziger Spielerberater.

## Karriere
Marcus Marin spielte in der Jugend des TSV Glinde, hernach des VfL Lohbrügge und TSV Reinbek. Mit dem Hummelsbütteler SV trat er in der Oberliga an. Er begann seine Profilaufbahn im Jahr 1988 beim Hamburger SV. Bei den Norddeutschen konnte sich Marin unter den Trainern Willi Reimann und Gerd-Volker Schock nicht als Stammspieler durchsetzen, weshalb er 1990 in die 2. Bundesliga zu den Stuttgarter Kickers wechselte.
Bei den Kickers entwickelte sich Marin zum Führungsspieler, so hatte er mit seinen 22 Toren in der Saison 1990/91 erheblichen Anteil am Aufstieg der Stuttgarter in die 1. Bundesliga. 1992 wechselte der Mittelstürmer für 1,4 Mio. D-Mark zum 1. FC Kaiserslautern. Über die Zwischenstationen FC St. Pauli (Rückrunde 1993/94) und FC Sion (Hinrunde 1994/95) unterschrieb Marin bis 1997 beim Bundesligisten MSV Duisburg, mit dem er nach dem Abstieg die sofortige Rückkehr ins Oberhaus schaffte.
1997 wechselte er für drei Spielzeiten zum FC St. Pauli in die 2. Bundesliga, bei dem er sich als Stammspieler etablieren und als Torjäger überzeugen konnte. Insbesondere der Treffer in der Saison 1999/2000, mit dem er wenige Minuten vor Abpfiff des letzten Saisonspiels gegen Rot-Weiß Oberhausen am 26. Mai 2000 die „Kiezkicker“ vor dem Abstieg bewahrte, ließ ihn bei den St. Pauli-Fans zu einem unvergessenen Spieler werden. Vom Millerntor wechselte Marin bis 2002 für zwei Jahre in die Regionalliga Nord zu Fortuna Düsseldorf sowie Holstein Kiel. Seine Karriere ließ Marin 2004 beim TuS Dassendorf ausklingen.
Er ist seither als Spielerberater tätig. Als solcher betreute er unter anderen Marcel Hartel, Anthony Modeste und Dante. Als Trainer betätigte er sich in der Jugendfußballschule von Thomas Seeliger.

## Statistik
- Fußball-Bundesliga: 118 Spiele (33 Tore)
- 2. Fußball-Bundesliga: 168 Spiele (75 Tore)
- Regionalliga: 57 Spiele (9 Tore)